# ويليام إف. إدواردز
ويليام إف. إدواردز (بالإنجليزية: William F. Edwards)‏ هو مدرس أمريكي، ولد في 26 أبريل 1906، وتوفي في 13 أغسطس 1989.